# Goupillières (Eure)
Goupillières – miejscowość i dawna gmina we Francji, w regionie Normandia, w departamencie Eure. W 2013 roku populacja ówczesnej gminy wynosiła 863 mieszkańców. 
W dniu 1 stycznia 2018 roku z połączenia dwóch ówczesnych gmin – Goupillières oraz Le Tilleul-Othon – utworzono nową gminę Goupil-Othon. Siedzibą gminy została miejscowość Goupillières.